# Циповка
Циповка је традиционална врста хлеба, карактеристична за подручје Војводине. Према Вуковом Српском рјечнику, реч „циповка” је израз који се у Срему, Бачкој и Банату користи за мањи хлеб који се носи на пут. Савремени речници дају исто значење: „мали хлеб од пшеничног брашна, за понудбину” (Војводина). Циповка се у Војводини прави више од 300 година, а најраније потврде потичу из 18. века. Први пут у литаретури поменута је 1894. године у књизи „Историја Новог Сада” Мелхиора Ердујхељија.
Циповка има карактеристичан мирис, карамелизирану корицу која чува свежину унутар хлеба и киселкаст укус.
Припрема циповке спада у знања и умећа карактеристичана за становништво Војводине - Србе, Мађаре, Буњевце, Хрвате. Циповка је 2016. године уврштена у Национални регистар нематеријалног културног наслеђа Србије.

## Етимологија
У српском језику реч „циповка” је деминутив изведен од именице ципов помоћу суфикса -ка. Именица ципов је позајмица из мађарског језика, где cipó значи „мали куповни хлеб од пшеничног брашна”. Исти израз су посудили и други језици за обележавање исте ствари:
- словеначки: cipov - „бољи пшенични хлеб”
- украјински: ципо - „мали пшенични хлеб”
- румунски: țipău - „мали пшенични хлеб”

Старији мађарски облик cipou је позајмљен из латинског језика и води порекло од речи zippula, чије је значење могуће реконструисати на основу значења лексеме сачуване у италијанском језику, а која непосредно потиче од латинске речи zeppola, са значењем „пљоснат колач”.

## Историја
У изразито ратарској култури на тлу Војводине, у чијој исхрани важну улогу имају житарице, развијена је вештина прављења нарочитог хлеба – циповке. Знања и вештине прављења циповке, чији су кључни носилац дуго биле само жене, усмерени су ка прирпеми хлеба са дуготрајним очувањем свежине, јер је прављен једном или два пута недељно. Вештина прављења циповке и данас захтева потпуно ручну израду и подразумева употребу белог брашна, квасац, млаку воду и со и евентуално мало шећера да би квасац „боље радио”. Домаћице или пекари који праве циповку, њен карактеристичан облик постижу нарезивањем лоптастог тестаног комада (при врху тестане лопте), непосредно пре убацивања у пећ. Традиционална величина хлеба је од 3 до 5 килограма.
Да би се постигао карактеристичан изглед, мирис и укус, циповка се меси искључиво ручно. Пече у зиданим, такозваним „турским пећима”, са великим отвором где се ставља тесто. Велики отвор је потребан због тога што тесто пуно нарасте када се пече. Та пећ се ложи шапурикама, кукурузовином и дрветом, и на вреле цигле унутар ње стављају се лопте од теста.
Циповке су прво прављене на салашима, али како се развијало градско становништво, тако је настала потреба да се хлеб купује. У недостатку пекара, о чему постоје записи у новосадском и панчевачком архиву, домаћице су износиле хлеб на пијацу. Први професионални пекари су се у Војводини појавили у 18. веку, а стигли су из Немачке и то су такозвани „бели пекари”. Касније су стигли и „црни пекари”, односно пекари из Македоније и Јужне Србије.

## Циповка данас
Традиционална војвођанска циповка - хлеб за целу недељу, данас се меси у врло мало места у Војводини. Карактеристичан хлеб овог поднебља поетично називају и „хлебом који се смеје на месец”. Ни сами пекари се не слажу о идеалној величини циповке. Има прича да су оне некада биле и од пет-шест килограма, док Речник српских говора Војводине (Матица српска) наводи изјаву једног од анкетираних да је „то мањи округли 'лебац'” који један човек може сам да поједе (док ради на њиви од јутра до мрака).